# 新月冰冰
新月冰冰（1989年6月26日—），本名张韦，出生於四川，幼時隨父母移居雲南，現居於北京。中国大陸配音爱好者，主要活跃于bilibili等视频弹幕网站。代表作品有《尸兄》（小鹿）、《三毛旅行记》（巧巧）等。

## 主要作品

### 游戏
正式发行游戏
- 新倩女幽魂（系统语言）
- 暖暖环游世界（暖暖）
- 古剑奇谭二：永夜初晗凝碧天（白露、白闪闪）
- 灵魂回响（奥菲茵）
- 血族（灵儿）
- 幻想神域（亚缇米丝）
- 龙之谷（米尔皮尤）
- 魔力时代（风精灵希尔芙）
- 第三把剑（幻蝶精灵）
- 轩辕剑外传：穹之扉（青梅）
- 阿狸农场（[暂未公布]）
- 舰姬天使（[暂未公布]）
- 口袋联盟（[暂未公布]）
- 天下X天下（新手引导）
- 神威启示录（妮娜）
- 尸兄（小鹿）
- 装甲少女（T-80、M2轻坦）
- 苍穹战线（海怒、火神）
- 乖离性百万亚瑟王（新春型瑶姬  、海皇型瑶姬 、居家型瑶姬）
- 山海计划（华佗）
- 钢铁少女（鞍山号）
- 真恋～寄语枫秋～（姚枫茜）
- 三国罗曼史（荀彧、曹仁）
- 猫之茗消消乐（祁红）
- 克莉丝的炎之信仰（克莉丝特·卢比艾尔·梅斯菲尔德）
- 兵器少女（林可可）
- 声之寄托（女主角）
- 三色△绘恋（丁老师）
- 赤印Plus~不存在的圣诞节~（九方空）
- 决战平安京（辉夜姬）
- 非人学园（琰萝、观音）
- 旧手表（何玲）
- 战舰少女R（戴森）
- 新楓之谷（菈菈/啦啦）

原创同人游戏
- 这里没有格林达姆（格林达姆）
- 雨·夜（神秘少女）
- 恋战不休~武斗少女浪漫谭~（肖飒）
- 朱红·零 -圣屠十日-（九方空）
- KOEWOTAYORINI / 声之寄托 (东崎褵乃，中文配音）

### 动画
- 被单骑士（小女孩）
- 精灵梦叶罗丽（茉莉公主）
- 三毛旅行记（巧巧）
- 哈普一家 （哈小小、哈小艾）
- 红领巾与王小明（红领巾）
- 十万个冷笑话第二季（右袋儿）
- 尸兄（小鹿）
- 菊花笑典之有神么（小鹿  、女老师）
- 无名氏（小北）
- 不可能恋爱（TD娘）
- 我叫白小飞（小鹿）
- 十万个冷笑话第三季（木吒 、小萝莉）
- 啦啦啦德玛西亚第三季（炮娘）
- 端脑（监视者、刘伊雅、系统广播（女声））
- 血型君第三季（A子）
- 血型君第四季（A子）
- 妖精的尾巴（温蒂）
- 爆蛋晶英（泰奶茶）
- 龙心战纪（姆姆）
- 图腾领域（娅米）
- 快把我哥带走（苗妙妙）
- 捷德奥特曼（艾莉）
- 神契幻奇谭（小希）
- 逆光之颤（爱玛）
- 梦塔·雪谜城（[暂未公布]）

### 电影
| 播出年份 | 作品                         | 角色   |
| -------- | ---------------------------- | ------ |
| 2016     | 樱桃小丸子：来自意大利的少年 | 穗波玉 |

### 电视剧
| 出品年份 | 作品               | 配音角色 |
| -------- | ------------------ | -------- |
| 2015     | 最后一战           | 谌雨花   |
| 2016     | 武神赵子龙         | 翠香     |
| 2017     | 何所冬暖，何所夏凉 | 叶小小   |

### 网络剧
- 《仙劍客棧》香兰

### 有声漫画
- 荒海物语（音效拟音）

### 音乐作品
| 歌曲名称   | 作词                   | 作曲       | 发行日期                 |
| ---------- | ---------------------- | ---------- | ------------------------ |
| 次元之恋   | 背后灵、黄亦天、镜之渊 | 九条咲夜   | 2012年6月15日            |
| 小小鹿     | 阿良良木健             | 阿良良木健 | 2014年10月1日            |
| 岁月诗篇   | 乘物游心               | litterzy   | 2015年1月13日            |
| 最想念的人 | 小仆                   | 小仆       | 2016年10月28日（数字版） |